# Hryhorij Peschanskyj

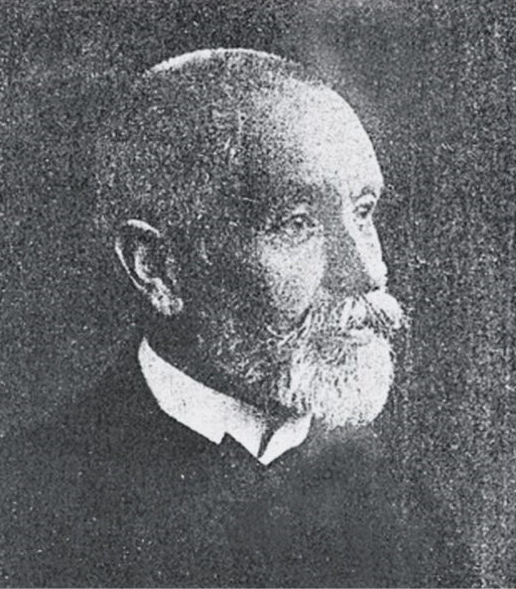
Hryhorij Peschanskyj

Hryhorij Oleksandrowytsch Peschanskyj (ukrainisch Григорій Олександрович Пежанський; * 28. Dezember 1860 in Ptschany, Galizien (heute Rajon Stryj, Ukraine); † 16. Januar 1925 in Lwiw) war ein ukrainischer Architekt.

## Leben und Wirken
Hryhorij Peschanskyj wurde 1860 im Dorf Ptschany bei Schydatschiw als einziger Sohn von Oleksandr Tabaka geboren. Er hatte drei Schwestern. Peschanskyj absolvierte das Gymnasium in Stryi und studierte anschließend Architektur an der Polytechnischen Schule in Lwiw. Er schloss sein Studium am Polytechnischen Institut in Wien mit einem Diplom als Architekturingenieur ab. Ab 1900 arbeitete er im Magistrat der Stadt Lwiw, und 1913 trat er in den öffentlichen Dienst des Gouvernements ein, wo er bis 1924 als Bauberater tätig war. Peschanskyj war Mitglied der Polytechnischen Gesellschaft in Lwiw, und 1895 wurde er in den Vorstand der Gesellschaft gewählt.
Hryhorij Peschanskyj war als Architekt an der Planung der Allgemeinen Landesausstellung in Lwiw 1894 beteiligt, die unter Schirmherrschaft von Franz Joseph I. im Stryjskyj-Park stattfand. So entwarf er die Tribünen für das Stadion mit 8.000 Plätzen an der zentralen Allee der Ausstellung. Das 100 × 120 Meter große Stadion war das erste Fußballstadion in der Ukraine und Polen und markierte den Beginn der Verbreitung des Fußballs in diesen Ländern. Der Architekt entwarf ein Restaurant und beteiligte sich an der Entwicklung von Plänen für den Palast der Künste für die Ausstellung.
Im Jahr 1899 wurde der Bau des Frauenlehrerseminars in Lwiw nach seinem Entwurf abgeschlossen. Das Gebäude in der Tuhan-Baranowskoho-Straße 7 im Stil des malerischen Historismus mit neoromanischen Elementen, gebaut aus zweifarbigem, unverputztem Ziegelstein, mit einem hohen, abgestuften Dachgeschoss, beherbergt heute die Pädagogische Hochschule der Iwan-Franko-Universität Lwiw. Peschanskyj war der Architekt und Bauleiter des neuen Gebäudes der Universitätsbibliothek in der Drahomanowa-Straße 5, das 1905 fertig gestellt wurde.
1909 war Hryhorij Peschanskyj einer der Gründer der Ukrainischen Technischen Gesellschaft. Er leitete die Dnister-Versicherungsgesellschaft, war Mitglied der Wissenschaftlichen Gesellschaft Schewtschenko, der Ukrainischen Pädagogischen Gesellschaft, des Kuratoriums des Volkshauses und des Stauropegion-Institut.
Hryhorij Peschanskyj unterstützte aktiv die Entwicklung des Ukrainischen Theaters und gehörte der Architektengruppe an, die das Gebäude des Lyssenko-Musikinstituts (heute Ljudkewytsch-Musikhochschule) baute. Er entwarf das Projekt für die Turnhalle in Sokal, das Postamt in Brody und die Kaserne in Kolomyja. Von ihm wurde das Gebäude des Galizischen Landtages umgebaut, das 1920 an die Iwan-Franko-Universität übergeben wurde.
Mit seiner Frau Olena hatte er drei Söhne: Wolodymyr war eine Person des öffentlichen Lebens, Oleksandr wurde ebenfalls Architekt und Mychajlo war Bauingenieur.
Hryhorij Peschanskyj starb am 16. Januar 1925 in Lemberg und wurde auf dem Lytschakiwski-Friedhof, Feld 75, beigesetzt.

## Bauwerke (Auswahl)

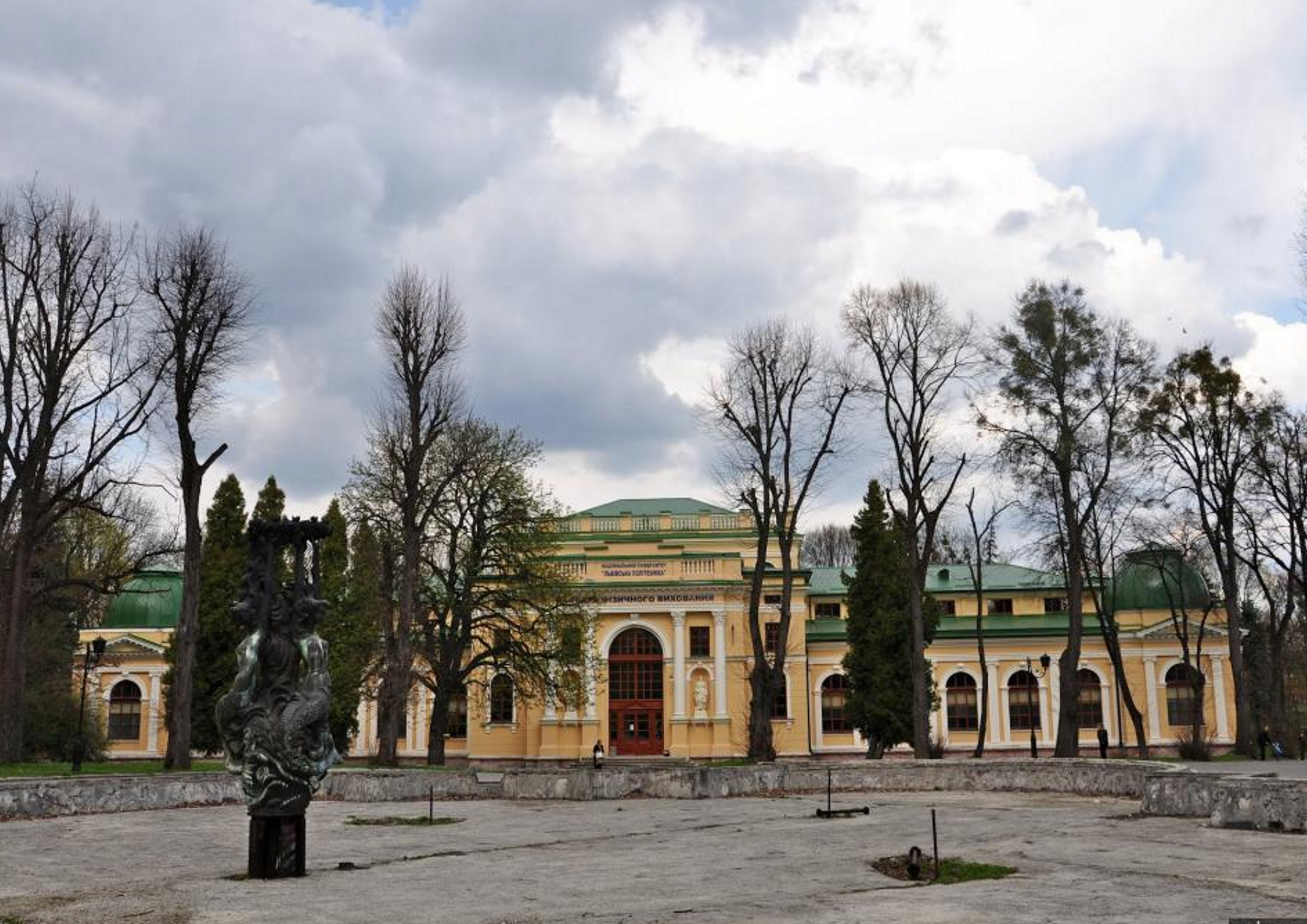
Palast der Künste, Allgemeine Landesausstellung Lwiw 1894
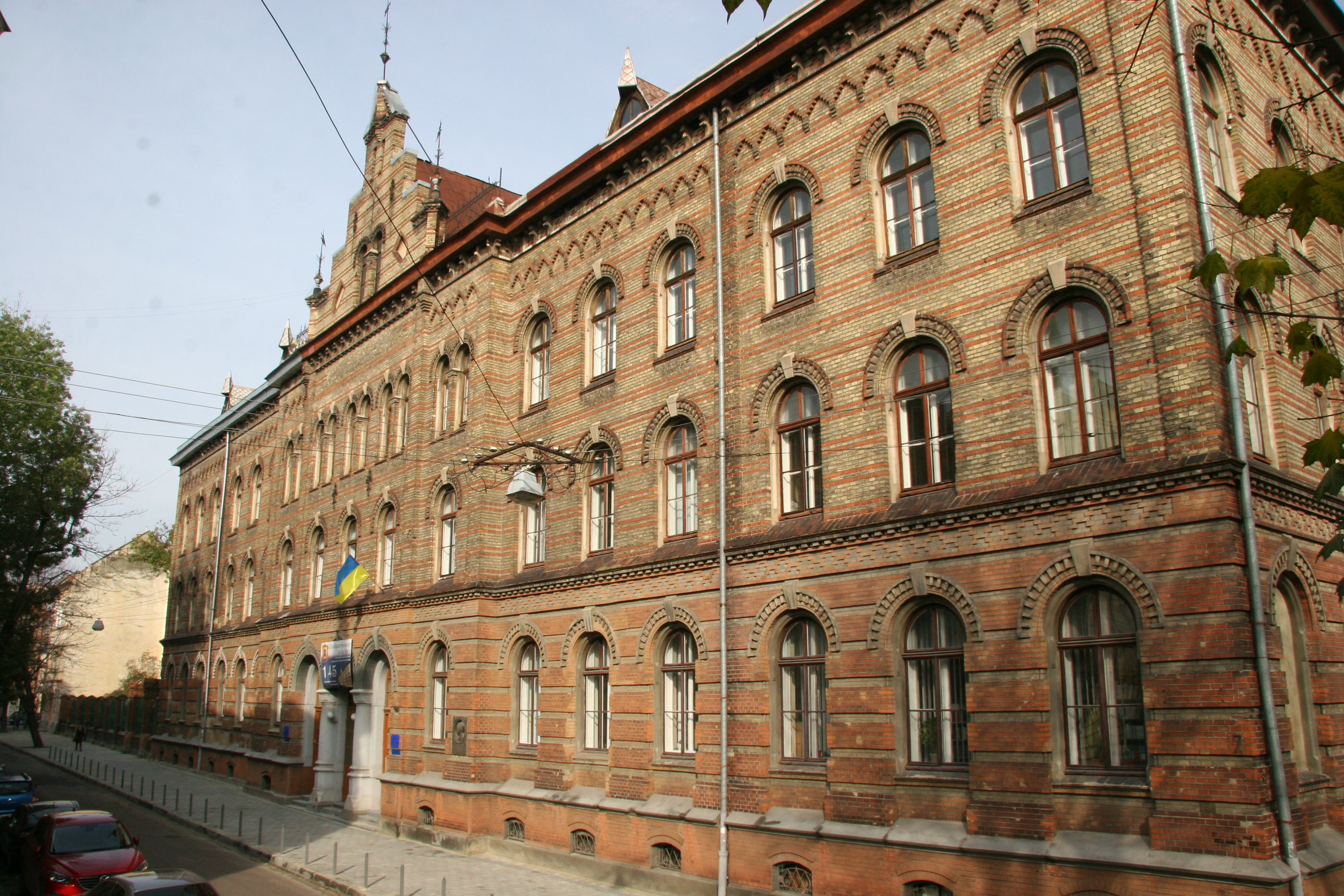
Pädagogische Hochschule der  Iwan-Franko-Universität Lwiw
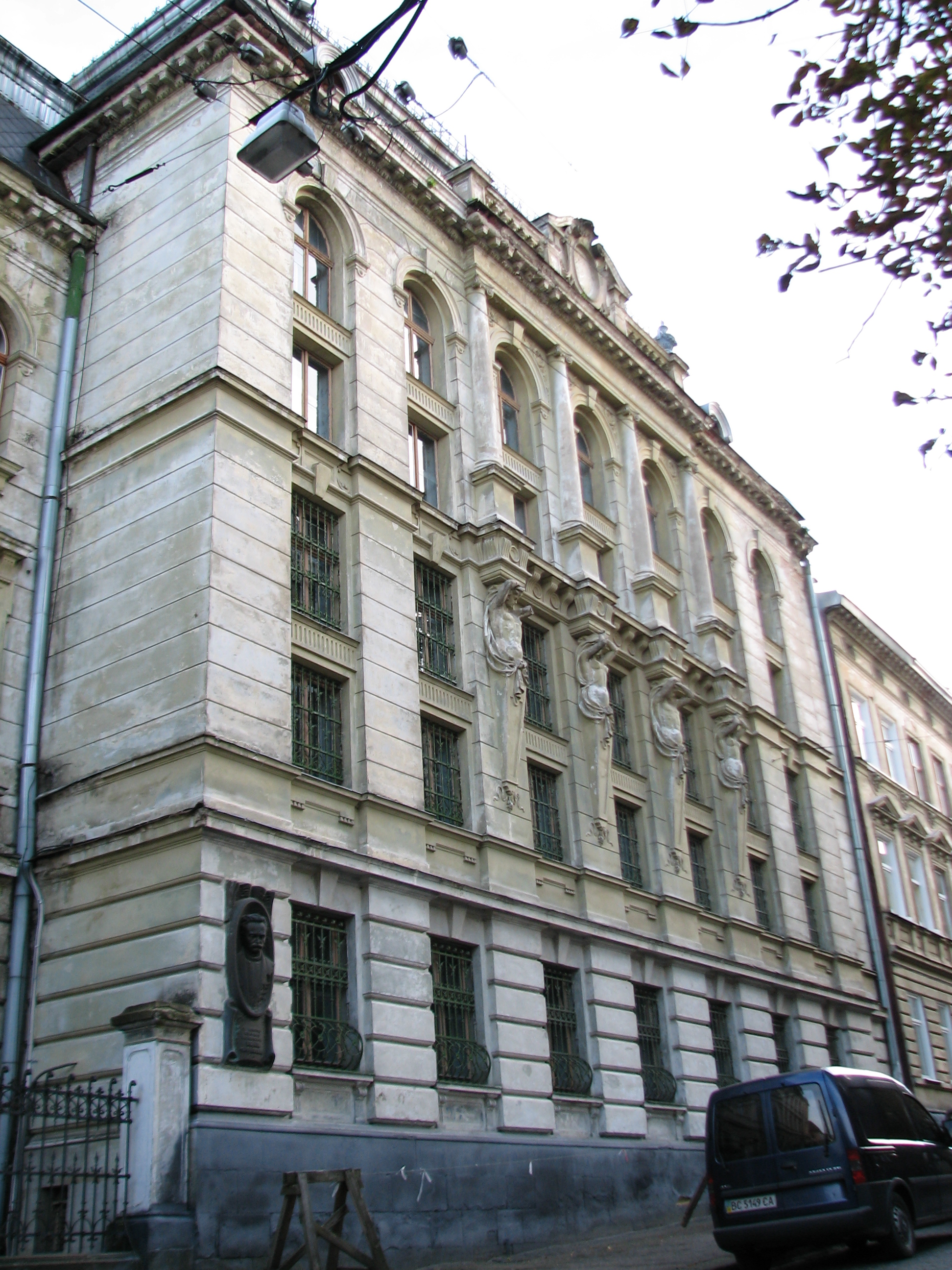
Bibliothek der Iwan-Franko-Universität Lwiw
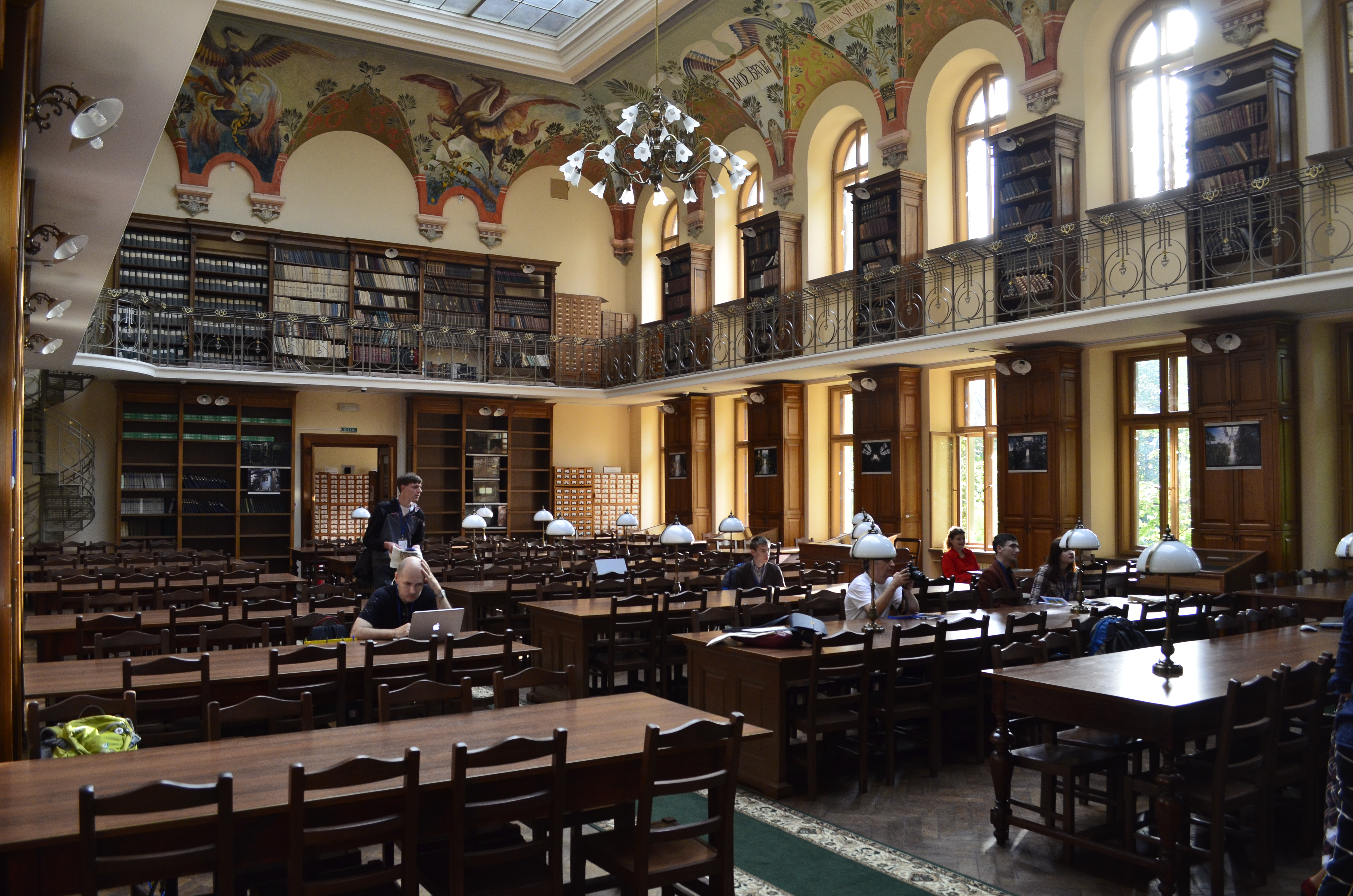
Lesesaal der Bibliothek der Iwan-Franko-Universität